# Zeiss Planar

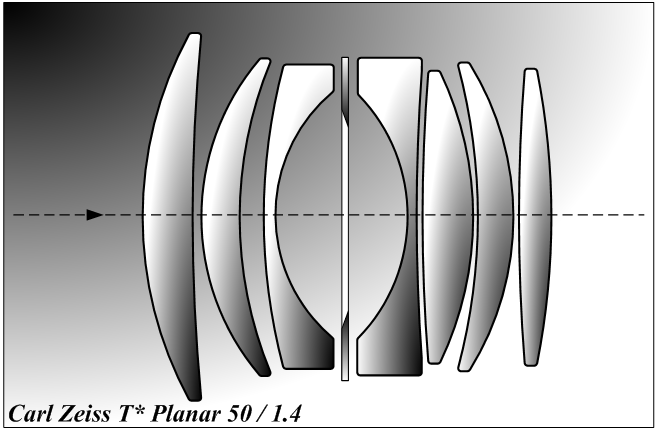
Planar-objektiv i genomskärning. Frontlinsen (mot motivet) till vänster.

Zeiss Planar är en objektivkonstruktion som uppfanns och beräknades av fysikern Paul Rudolph år 1898 vid den tyska optiktillverkaren Carl Zeiss.
Konstruktionen, som är av symmetrisk typ, används för normalobjektiv och måttliga vidvinkelobjektiv och har mycket goda egenskaper vad gäller skärpa och bildplanhet. Eftersom den innehåller relativt många linser krävs antireflexbehandling vilket inte fanns tillgängligt när konstruktionen skapades, och den blev därför till en början inte lika spridd som till exempel tessarobjektivet. Detta problem löstes på 1940-talet, och sedan dess är Planarobjektiv och liknande konstruktioner med ljusstyrkor (största bländare) mellan f/1,4 och f/1,2 vanliga.